# Liste der Spieler mit einer PDC Tour Card (2013)
Die folgende Liste zeigt alle Spieler, welche sich eine PDC Tour Card für das Jahr 2013 sichern konnten und damit für alle Turniere der PDC Pro Tour 2013 teilnahmeberechtigt waren.

## Qualifikation
Um sich eine PDC Tour Card zu sichern, musste man eines der folgenden Kriterien erfüllen:
- Top 64 der PDC Order of Merit nach der PDC World Darts Championship 2013
- Top 2 der PDC Youth Tour Order of Merit 2011
- Finalist der PDC World Youth Championship 2012
- Halbfinalist der BDO World Darts Championship 2012
- Qualifikant auf der PDC Qualifying School am 19. bis 22. Januar 2012 (siehe: PDC Pro Tour 2012#Q-School)
- Top 2 der PDC Youth Tour Order of Merit 2012
- Top 1 der Scandinavian Darts Corporation Order of Merit 2012
- Qualifikant auf der PDC Qualifying School am 17. bis 20. Januar 2013 (siehe: PDC Pro Tour 2013#Q-School)

Mit John Bowles, James Hubbard und Dean Winstanley standen 3 Tour Card-Qualifikanten von 2012 nach der Weltmeisterschaft in den Top 64 der Order of Merit.

### Abgelehnte Tour Cards
Die folgenden Spieler hatten die Möglichkeit eine Tour Card zu erhalten, haben das Angebot jedoch nicht angenommen oder ihre Tour Card abgegeben.
| Land       | Spieler        | Wäre qualifiziert über | Nachrücker              |
| ---------- | -------------- | ---------------------- | ----------------------- |
| England    | Gary Butcher   | Q-School 2012          | Q-School Order of Merit |
| England    | Liam Kelly     | Q-School 2012          | Q-School Order of Merit |
| Südafrika  | Devon Petersen | Top 64 Order of Merit  | Q-School Order of Merit |
| England    | Dave Smith     | Q-School 2012          | Q-School Order of Merit |
| Schottland | Les Wallace    | Q-School 2012          | Q-School Order of Merit |

## Liste
| Nr. | Land        | Spieler               | Qualifiziert als                  |
| --- | ----------- | --------------------- | --------------------------------- |
| 1   | Spanien     | Toni Alcinas          | Top 64 Order of Merit             |
| 2   | England     | Paul Amos             | Q-School 2013                     |
| 3   | Schottland  | Gary Anderson         | Top 64 Order of Merit             |
| 4   | Deutschland | Jyhan Artut           | Q-School 2013                     |
| 5   | England     | Chris Aubrey          | PDC Youth Tour 2012               |
| 6   | England     | Paul Barham           | PDC Youth Tour 2011               |
| 7   | England     | Michael Barnard       | Q-School 2012                     |
| 8   | Niederlande | Raymond van Barneveld | Top 64 Order of Merit             |
| 9   | England     | Ronnie Baxter         | Top 64 Order of Merit             |
| 10  | England     | Steve Beaton          | Top 64 Order of Merit             |
| 11  | England     | Louis Blundell        | Q-School 2013                     |
| 12  | England     | John Bowles           | Top 64 Order of Merit             |
| 13  | England     | Keegan Brown          | Q-School 2012                     |
| 14  | England     | Steve Brown           | Top 64 Order of Merit             |
| 15  | Wales       | Richie Burnett        | Top 64 Order of Merit             |
| 16  | Schweden    | Magnus Caris          | Top 64 Order of Merit             |
| 17  | England     | Jamie Caven           | Top 64 Order of Merit             |
| 18  | England     | Dave Chisnall         | Top 64 Order of Merit             |
| 19  | England     | Matt Clark            | Q-School 2012                     |
| 20  | England     | Steve Coote           | Q-School 2013                     |
| 21  | England     | Andrew Cornwall       | Q-School 2012                     |
| 22  | England     | Gaz Cousins           | Q-School 2012                     |
| 23  | England     | Joe Cullen            | Top 64 Order of Merit             |
| 24  | England     | Marc Dewsbury         | Q-School 2013                     |
| 25  | Nordirland  | Brendan Dolan         | Top 64 Order of Merit             |
| 26  | England     | Kevin Dowling         | Q-School 2013                     |
| 27  | England     | Mark Dudbridge        | Top 64 Order of Merit             |
| 28  | England     | Matthew Edgar         | Q-School 2012                     |
| 29  | England     | Ricky Evans           | Q-School 2013                     |
| 30  | England     | Steve Farmer          | Top 64 Order of Merit             |
| 31  | Irland      | Connie Finnan         | Q-School 2012                     |
| 32  | England     | Nick Fullwell         | Q-School 2012                     |
| 33  | Niederlande | Michael van Gerwen    | Top 64 Order of Merit             |
| 34  | England     | Andrew Gilding        | Q-School 2012                     |
| 35  | England     | Adrian Gray           | Q-School 2012                     |
| 36  | England     | Shaun Griffiths       | Top 64 Order of Merit             |
| 37  | England     | Steve Grubb           | Q-School 2012                     |
| 38  | Nordirland  | Daryl Gurney          | Q-School 2013                     |
| 39  | Finnland    | Jani Haavisto         | Q-School 2013                     |
| 40  | England     | Johnny Haines         | Q-School 2012                     |
| 41  | England     | Andy Hamilton         | Top 64 Order of Merit             |
| 42  | England     | Ted Hankey            | BDO World Darts Championship 2012 |
| 43  | England     | Stephen Hardy         | Q-School 2012                     |
| 44  | Schottland  | John Henderson        | Top 64 Order of Merit             |
| 45  | Niederlande | Jerry Hendriks        | Top 64 Order of Merit             |
| 46  | England     | Nigel Heydon          | Top 64 Order of Merit             |
| 47  | England     | Richie Howson         | Q-School 2012                     |
| 48  | England     | James Hubbard         | Top 64 Order of Merit             |
| 49  | England     | Peter Hudson          | Top 64 Order of Merit             |
| 50  | Belgien     | Kim Huybrechts        | Top 64 Order of Merit             |
| 51  | Belgien     | Ronny Huybrechts      | Q-School 2013                     |
| 52  | England     | Mark Hylton           | Top 64 Order of Merit             |
| 53  | Nordirland  | Campbell Jackson      | Q-School 2013                     |
| 54  | England     | Andy Jenkins          | Q-School 2012                     |
| 55  | England     | Terry Jenkins         | Top 64 Order of Merit             |
| 56  | England     | Darren Johnson        | Q-School 2013                     |
| 57  | England     | Mark Jones            | Top 64 Order of Merit             |
| 58  | England     | Wayne Jones           | Top 64 Order of Merit             |
| 59  | England     | Stuart Kellett        | Q-School 2012                     |
| 60  | England     | Mervyn King           | Top 64 Order of Merit             |
| 61  | Niederlande | Jelle Klaasen         | Top 64 Order of Merit             |
| 62  | Finnland    | Jarkko Komula         | Scandinavian Darts Corporation    |
| 63  | Hongkong    | Royden Lam            | Q-School 2013                     |
| 64  | England     | Adrian Lewis          | Top 64 Order of Merit             |
| 65  | Wales       | Jamie Lewis           | Q-School 2012                     |
| 66  | England     | Tony Littleton        | Q-School 2012                     |
| 67  | England     | Colin Lloyd           | Top 64 Order of Merit             |
| 68  | Kanada      | Ken MacNeil           | Q-School 2013                     |
| 69  | Nordirland  | Mickey Mansell        | Top 64 Order of Merit             |
| 70  | Niederlande | Edwin Max             | Q-School 2013                     |
| 71  | England     | Kevin McDine          | Q-School 2013                     |
| 72  | Irland      | Paddy Meaney          | Q-School 2012                     |
| 73  | Niederlande | Mareno Michels        | Q-School 2012                     |
| 74  | England     | Arron Monk            | Top 64 Order of Merit             |
| 75  | England     | Joe Murnan            | Q-School 2012                     |
| 76  | England     | Wes Newton            | Top 64 Order of Merit             |
| 77  | Australien  | Paul Nicholson        | Top 64 Order of Merit             |
| 78  | Irland      | William O’Connor      | Top 64 Order of Merit             |
| 79  | England     | Colin Osborne         | Top 64 Order of Merit             |
| 80  | England     | Denis Ovens           | Top 64Order of Merit              |
| 81  | England     | Kevin Painter         | Top 64 Order of Merit             |
| 82  | England     | Joey Palfreyman       | Q-School 2013                     |
| 83  | England     | David Pallett         | Q-School 2013                     |
| 84  | Kanada      | John Part             | Top 64 Order of Merit             |
| 85  | Wales       | Gareth Pass           | Q-School 2012                     |
| 86  | England     | Josh Payne            | PDC Youth Tour 2012               |
| 87  | Südafrika   | Charl Pietersen       | Q-School 2013                     |
| 88  | England     | Justin Pipe           | Top 64 Order of Merit             |
| 89  | England     | Dennis Priestley      | Top 64 Order of Merit             |
| 90  | England     | Scott Rand            | Top 64 Order of Merit             |
| 91  | England     | James Richardson      | Top 64 Order of Merit             |
| 92  | Belgien     | Kurt van de Rijck     | Q-School 2012                     |
| 93  | England     | Reece Robinson        | PDC Youth Tour 2011               |
| 94  | Deutschland | Bernd Roith           | Q-School 2012                     |
| 95  | England     | Dan Russell           | Q-School 2013                     |
| 96  | Niederlande | Roland Scholten       | Top 64 Order of Merit             |
| 97  | England     | John Scott            | Q-School 2012                     |
| 98  | England     | Kirk Shepherd         | Q-School 2013                     |
| 99  | England     | Andy Smith            | Top 64 Order of Merit             |
| 100 | England     | Dennis Smith          | Top 64 Order of Merit             |
| 101 | Kanada      | Jeff Smith            | Q-School 2012                     |
| 102 | England     | Michael Smith         | Top 64 Order of Merit             |
| 103 | England     | Ross Smith            | Q-School 2012                     |
| 104 | England     | Daniel Starkey        | Q-School 2012                     |
| 105 | Schottland  | Keith Stephen         | Q-School 2012                     |
| 106 | Niederlande | Co Stompé             | Top 64 Order of Merit             |
| 107 | Österreich  | Mensur Suljović       | Top 64 Order of Merit             |
| 108 | England     | Alan Tabern           | Top 64 Order of Merit             |
| 109 | England     | Phil Taylor           | Top 64 Order of Merit             |
| 110 | Schottland  | Robert Thornton       | Top 64 Order of Merit             |
| 111 | England     | Martyn Turner         | Q-School 2013                     |
| 112 | Niederlande | Vincent van der Voort | Top 64 Order of Merit             |
| 113 | Niederlande | Gino Vos              | Q-School 2012                     |
| 114 | Niederlande | Ryan de Vreede        | Q-School 2013                     |
| 115 | England     | James Wade            | Top 64 Order of Merit             |
| 116 | Schottland  | Jim Walker            | Q-School 2012                     |
| 117 | England     | Mark Walsh            | Top 64 Order of Merit             |
| 118 | England     | Ian Walters           | Q-School 2013                     |
| 119 | England     | Darren Webster        | Top 64 Order of Merit             |
| 120 | Wales       | Mark Webster          | Top 64 Order of Merit             |
| 121 | Deutschland | Andree Welge          | Q-School 2013                     |
| 122 | England     | Steve West            | Q-School 2012                     |
| 123 | England     | Tony West             | Q-School 2012                     |
| 124 | England     | Ian White             | Top 64 Order of Merit             |
| 125 | Australien  | Simon Whitlock        | Top 64 Order of Merit             |
| 126 | England     | Darren Whittingham    | Q-School 2012                     |
| 127 | England     | Dean Winstanley       | Top 64 Order of Merit             |
| 128 | Schottland  | Peter Wright          | Top 64 Order of Merit             |

## Statistiken

### Tour Cards nach Nationen
| Nr. | Land        | Anzahl | Differenz zum Vorjahr |
| --- | ----------- | ------ | --------------------- |
| 1.  | England     | 82     | −5                    |
| 2.  | Niederlande | 11     | +3                    |
| 3.  | Schottland  | 6      | −1                    |
| 4.  | Nordirland  | 4      | +2                    |
| 4.  | Wales       | 4      | −2                    |
| 6.  | Belgien     | 3      | +1                    |
| 6.  | Deutschland | 3      | ±0                    |
| 6.  | Irland      | 3      | +3                    |
| 6.  | Kanada      | 3      | +1                    |
| 10. | Australien  | 2      | ±0                    |
| 10. | Finnland    | 2      | +2                    |
| 12. | Hongkong    | 1      | +1                    |
| 12. | Österreich  | 1      | ±0                    |
| 12. | Schweden    | 1      | ±0                    |
| 12. | Spanien     | 1      | ±0                    |
| 12. | Südafrika   | 1      | ±0                    |
|     | 16 Nationen | 128    | 128                   |